# 宽口蜑螺
宽口蜑螺（学名：Neritina violacea），是原始腹足目蜑螺科河蜑螺属的一种。主要分布于马来西亚、印度尼西亚、中国大陆、台湾，常栖息在红树林区、河口区域有小水潭的石头上。